# Lukas Pöstlberger
Lukas Pöstlberger (Vöcklabruck, 10 de janeiro de 1992) é um ciclista austriaco. Actualmente corre para a equipa Bora-Hansgrohe.

## Palmarés
- 2012
  - Campeonato da Áustria em Estrada  
  - 1 etapa do Tour de l'Avenir

- 2013
  - Grande Prêmio de Kranj

- 2014
  - Tour Bohemia

- 2015
  - 1 etapa do Istrian Spring Trophy
  - An Post Rás
  - 1 etapa da Volta à Áustria

- 2016
  - 1 etapa do Oberösterreichrundfahrt

- 2017
  - 1 etapa do Giro d'Italia[1]
  - 3.º no Campeonato da Áustria Contrarrelógio 
  - 2.º no Campeonato da Áustria em Estrada

- 2018
  - 3.º no Campeonato da Áustria Contrarrelógio 
  - Campeonato da Áustria em Estrada

- 2021
  - 1 etapa do Critério do Dauphiné

## Resultados em Grandes Voltas e Campeonatos do Mundo
Durante sua corrida desportiva tem conseguido os seguintes postos nas Grandes Voltas e nos Campeonatos do Mundo:
| Corrida                | Corrida                | 2011 | 2012 | 2013 | 2014 | 2015 | 2016 | 2017  | 2018  | 2019 | 2020 | 2021  |
| ---------------------- | ---------------------- | ---- | ---- | ---- | ---- | ---- | ---- | ----- | ----- | ---- | ---- | ----- |
|                        | Giro d'Italia          | —    | —    | —    | —    | —    | —    | 114.º | —     | —    | —    | —     |
|                        | Tour de France         | —    | —    | —    | —    | —    | —    | —     | 132.º | Ab.  | Ab.  | 116.º |
|                        | Volta a Espanha        | —    | —    | —    | —    | —    | —    | —     | Ab.   | —    | —    | —     |
| Mundial em Estrada     | Mundial em Estrada     | —    | —    | —    | —    | Ab.  | —    | 22.º  | Ab.   | Ab.  | —    | —     |
| Mundial Contrarrelógio | Mundial Contrarrelógio | —    | —    | —    | —    | 48.º | —    | 46.º  | —     | —    | —    | —     |

—: não participa

Ab.: abandono